# 羅森代爾 (紐約州)
羅森代爾（英語：Rosendale）是一個位於美國紐約州阿爾斯特縣的鎮。

## 人口
根據2020年美國人口普查的數據，羅森代爾的面積為53.73平方千米，當中陸地面積為51.74平方千米，而水域面積為1.99平方千米。當地共有人口5782人，而人口密度為每平方千米108人。